# 泛韩物流
樂爾幸泛通世（英語：LX Pantos），是一家国际型物流企业于1977年在韩国的首尔成立，主要业务包含：航空，海运，仓储，公路运输，通关，国际特快等。

## 关联网址
- https://www.lxpantos.com/en （页面存档备份，存于）

## 参阅
1. https://www.lxpantos.com/en （页面存档备份，存于）